# سیارک ۹۱۵۵۳
سیارک ۹۱۵۵۳ (به انگلیسی: 91553 Claudedoom، نامگذاری:1999RD214) نود و یک هزار و پانصد و پنجاه و سومین سیارک کشف شده‌است که در ۸ سپتامبر ۱۹۹۹ کشف شد.